# Call of Duty: Modern Warfare 3
Call of Duty Modern Warfare 3 és un joc el qual va sortir al mercat el dia 13/11/11 es basa en l'últim joc de la categoria shooter que han tret en la saga del Call of Duty: Modern Warfareen la qual hi ha el: Call of Duty: Modern Warfare seguitmen del Call of Duty: Modern Warfare 2 i actualment el Call of Duty: Modern Warfare 3.
En el Call of Duty: Modern Warfare 3 hi ha 4 modes de joc el mode Historia el mode Supervivencia, el mode Operacions especials i el que normalment es fa servir més: el mode Multijugador en el que pots estar connectat amb tota la resta del món, es pot fer des de partides amb pantalla dividida fins a partides privades. En aquestes es poden fer modes competitius com TLB que seria agafar la bandera. També es fa el domini, en què es tracta d'agafar bases i anar sumant punts i aconseguir arribar fins a 200.